# Костенко, Василий Дементьевич
Василий Дементьевич Косте́нко (27 июля 1909 года; село Новомарковка, Воронежская губерния, Российская империя — 11 октября 1982 года, станица Новощербиновская, Краснодарский край, РСФСР, СССР) — стахановец, участник Великой Отечественной войны, депутат Верховного Совета РСФСР I-го и II-го созыва.

## Биография

### Довоенный период
Родился 27 июля 1909 года в селе Новомарковка, ныне Кантемировский район Воронежской области, в крестьянской семье. Про детство и юность ничего не известно.
В 1933 году переехал вместе с семьёй на Кубань в станицу Новощербиновскую, где вскоре был назначен бригадиром полеводческой бригады колхоза имени XVII партсъезда.
В 1936 году бригада Костенко собрала высокий урожай пшеницы — 35 центнеров с гектара. А 1937 год по праву можно назвать триумфальным в жизни Василия Дементьевича — 50 центнеров отборной пшеницы было собрано с каждого гектара. Отдельные участки дали по 73 центнера. Из воспоминаний Костенко:
Трудно было. Дома не ночевали, жалко было времени затрачивать на дорогу домой и из дому. На быструю руку соорудили помещение и жили в нём. Работали от зари до зари. А во время заготовки сена и в уборочную работали и ночью. Работали не покладая рук и верили в победу своего труда.
За свои достижения Костенко пользовался большим уважением односельчан. Поэтому 26 июня 1938 года он был избран депутатом Верховного Совета РСФСР I созыва от Ейского округа Краснодарского края.
Василий Дементьевич — участник Всесоюзной сельскохозяйственной выставки (1939 — 1940 гг.). В Краснодарском павильоне сельского хозяйства экспонировались золотые снопы и янтарное зерно пшеницы, выращенной тружениками колхоза имений XVII партсъезда. Постановлением главного комитета Всесоюзной сельскохозяйственной выставки от 20 февраля 1940 года Василий Дементьевич за лучшие образцы работы в сельском хозяйстве был награждён  большой золотой медалью №129 «Передовику социалистического сельского хозяйства».
В 1940 году был избран председателем колхоза имени XVII партсъезда.
Газета «Правда» от 17 марта 1940 года опубликовала Указ Президиума Верховного Совета СССР о награждении передовиков сельского хозяйства:
За выдающиеся успехи в сельском хозяйстве и в особенности за перевыполнение плана по урожайности зерновых культур наградить орденом «Знак Почёта» Костенко Василия Дементьевича — бригадира колхоза имени XVII партсъезда Щербиновского района, ныне работающего председателем колхоза, получившего урожай озимой пшеницы по 73 центнера с гектара.
В Кремле лично Михаил Иванович Калинин вручил орден кубанскому хлеборобу.

### Великая Отечественная война
В 1941 году с началом Великой Отечественной войны был призван на службу в Красную Армию.
23 марта 1943 года окончил в Ташкенте Высший военно-педагогический институт Красной Армии, ныне Военный университет имени князя Александра Невского Министерства обороны Российской Федерации.
Служил в звании гвардейского капитана, командовал ротой Управления 39 Гвардейского танкового «Бургасского» полка 2 Украинского фронта. Прошел практически всю войну: Карельский фронт, Корсунь-Шевченковская операция, которую народная молва нарекла «Сталинградом на Днепре», Румыния, Болгария, Венгрия, Югославия. Участвовал в Белградской операции, за что 3 ноября 1945 года был награждён медалью «За освобождение Белграда».

За исполнение боевого подвига во время боёв на озере Балатон в Венгрии Василий Дементьевич 24 мая 1945 года был удостоен ордена Красной Звезды. Из наградного листа:
В период боевых действий на территории Венгрии <...> сапёры, связисты, разведчики, и стрелки под командованием тов. Костенко не обращая внимания на сильные артиллерийско-миномётные обстрелы, а также налёты авиации противника, вели разведку путей подхода танков, давали указания танкам. Связисты держали бесперебойную связь полка со штабом бригады. Несмотря на ранение в районе г. Сечень тов. Костенко не покинул поля боя, а продолжил командовать ротой. В момент отражения контр-атак противника тов. Костенко брал винтовку и вместе со всеми отражал натиск противника.
Был демобилизован 1 июля 1946 года.

### Послевоенный период
После войны вернулся домой восстанавливать родной колхоз — война нанесла колоссальный ущерб сельскому хозяйству.
9 февраля 1947 года Василий Дементьевич вторично избрался депутатом Верховного Совета РСФСР II созыва от Краснодарского края.
Помимо депутатского мандата работал и бригадиром комплексной бригады, и заведующим СТФ (свинотоварная ферма), и заместителем председателя колхоза имени М. В. Фрунзе, также часто становился делегатом от колхоза на районные собрания представителей колхозов и районные конференции КПСС.
После того как Костенко вышел на пенсию, он не забыл свой колхоз и оказывал всевозможную помощь: в летнее время руководил постами качества в бригадах, выполнял партийные поручения, был наставником для молодёжи. Принимал активное участие в написании истории колхоза.
Умер 11 октября 1982 года на 74 году жизни в станице Новощербиновской Краснодарского края.
В 2017 году посмертно был номинирован на звания «Трудовое имя Щербиновского района» и «Трудовое имя Кубани».

## Семья
Был женат на Марфе Павловне Михайлове (1910 — 2002), в браке родилось четверо детей:
- Николай (1928 — 2012)
- Лидия (1935 — 2021)
- Любовь (1937 — 2000)
- Татьяна (1949 г.р.)

## Труды
- «438 пудов пшеницы с гектара — наш ответ на лозунг вождя: Колхоз им. XVII партсъезда, Щербиновского р-на, Краснодар. края» (1938 г.)[5]
- «За высокую урожайность колхозных полей : Колхоз им. XVII партсъезда, Щербиновского р-на, Краснодар. края» (1939 г.)[6]

## Награды
- Большая золотая медаль «Передовику социалистического сельского хозяйства» (1940 г.)
- Орден «Знак Почёта» (1940 г.)
- Орден «Красной Звезды» (1945 г.)
- Медаль «За освобождение Белграда» (1945 г.)
- Медаль «За победу над Германией в Великой Отечественной войне 1941—1945 гг.» (1945 г.)
- Юбилейная медаль «30 лет Советской Армии и Флота» (1948 г.)
- Юбилейная медаль «40 лет Вооружённых Сил СССР» (1957 г.)
- Юбилейная медаль «Двадцать лет Победы в Великой Отечественной войне 1941—1945 гг.» (1966 г.)
- Юбилейная медаль «50 лет Вооружённых Сил СССР» (1969 г.)
- Юбилейная медаль «За доблестный труд. В ознаменование 100-летия со дня рождения Владимира Ильича Ленина» (1970 г.)
- Занесён в Книгу Почёта (1973 г.)
- Медаль «Ветеран труда» (1974 г.)
- Юбилейная медаль «Тридцать лет Победы в Великой Отечественной войне 1941—1945 гг.» (1975 г.)
- Юбилейная медаль «60 лет Вооружённых Сил СССР» (1978 г.)
- Звание «Трудовое имя Щербиновского района» (2017 г.)[1]
- Звание «Трудовое имя Кубани» (2017 г.)[1]